# デーブ・ドライハー
デーブ・ドレイハー（Dave Draijer、1973年11月30日 - ）はオランダの野球選手。ポジションは投手。右投右打。現在はホーフトクラッセのコニカミノルタ・ピオニールスに所属している。代表経験も多く、2006年にはワールドベースボールクラシックオランダ代表にも選出された。リリーフ投手として活躍し、コニカミノルタではクローザーとして活躍している。